# Șevcenkove, Kirovohrad
Șevcenkove (în ucraineană Шевченкове) este un sat în comuna Mîkolaiivka din raionul Kirovohrad, regiunea Kirovohrad, Ucraina.

## Demografie
Componența lingvistică a localității Șevcenkove
     Ucraineană (95,38%)
     Rusă (3%)
     Alte limbi (1,61%)
Conform recensământului din 2001, majoritatea populației localității Șevcenkove era vorbitoare de ucraineană (95,38%), existând în minoritate și vorbitori de rusă (3%).